# Neutron Star Collision (Love Is Forever)
Neutron Star Collision (Love Is Forever) is een single van de Britse rockband Muse. Het nummer staat op de soundtrack van de film The Twilight Saga: Eclipse en is sinds 17 mei 2010 beschikbaar als download.
De band nam al tweemaal eerder deel aan de soundtrack van een film uit de Twilight-series: Supermassive Black Hole werd gebruikt voor de eerste film, en een remix van I Belong To You was te horen bij het vervolg The Twilight Saga: New Moon.
Dit was de eerste keer dat Muse een geheel nieuw nummer beschikbaar stelde voor de filmreeks.

## Muziekvideo
De video begint met Matthew Bellamy die zijn piano bespeelt, met op de achtergrond rode rook. Verder bevat de video scènes van de film The Twilight Saga: Eclipse.

## Tracklist
| Nr. | Titel                                    | Duur |
| --- | ---------------------------------------- | ---- |
| 1.  | Neutron Star Collision (Love Is Forever) | 3:50 |